# Fontenelle (Aisne)
Fontenelle és un municipi francès situat al departament de l'Aisne i a la regió dels Alts de França. L'any 2007 tenia 281 habitants.

## Demografia

### Població
El 2007 la població de fet de Fontenelle era de 281 persones. Hi havia 104 famílies de les quals 20 eren unipersonals (12 homes vivint sols i 8 dones vivint soles), 28 parelles sense fills, 44 parelles amb fills i 12 famílies monoparentals amb fills.
La població ha evolucionat segons el següent gràfic:
Habitants censats

### Habitatges
El 2007 hi havia 131 habitatges, 110 eren l'habitatge principal de la família, 8 eren segones residències i 12 estaven desocupats. 130 eren cases i 1 era un apartament. Dels 110 habitatges principals, 85 estaven ocupats pels seus propietaris, 24 estaven llogats i ocupats pels llogaters i 2 estaven cedits a títol gratuït; 5 tenien dues cambres, 19 en tenien tres, 29 en tenien quatre i 58 en tenien cinc o més. 84 habitatges disposaven pel capbaix d'una plaça de pàrquing. A 57 habitatges hi havia un automòbil i a 44 n'hi havia dos o més.

### Piràmide de població
La piràmide de població per edats i sexe el 2009 era:
| Homes | Edats   | Dones |
| ----- | ------- | ----- |
| 0     | 95 o +  | 0     |
| 4     | 90 a 94 | 0     |
| 4     | 85 a 89 | 4     |
| 4     | 80 a 84 | 4     |
| 8     | 75 a 79 | 0     |
| 4     | 70 a 74 | 4     |
| 12    | 65 a 69 | 4     |
| 0     | 60 a 64 | 4     |
| 16    | 55 a 59 | 12    |
| 12    | 50 a 54 | 4     |
| 8     | 45 a 49 | 20    |
| 8     | 40 a 44 | 12    |
| 8     | 35 a 39 | 4     |
| 4     | 30 a 34 | 4     |
| 8     | 25 a 29 | 12    |
| 8     | 20 a 24 | 4     |
| 6     | 15 a 19 | 4     |
| 8     | 10 a 14 | 8     |
| 8     | 5 a 9   | 4     |
| 8     | 0 a 4   | 8     |

## Economia
El 2007 la població en edat de treballar era de 171 persones, 123 eren actives i 48 eren inactives. De les 123 persones actives 109 estaven ocupades (62 homes i 47 dones) i 14 estaven aturades (5 homes i 9 dones). De les 48 persones inactives 15 estaven jubilades, 14 estaven estudiant i 19 estaven classificades com a «altres inactius».

### Ingressos
El 2009 a Fontenelle hi havia 113 unitats fiscals que integraven 285 persones, la mediana anual d'ingressos fiscals per persona era de 14.160 €.

### Activitats econòmiques
Dels 7 establiments que hi havia el 2007, 1 era d'una empresa de fabricació d'altres productes industrials, 2 d'empreses de construcció, 3 d'empreses de comerç i reparació d'automòbils i 1 d'una empresa de serveis.
Dels 2 establiments de servei als particulars que hi havia el 2009, 1 era un guixaire pintor i 1 lampisteria.
L'únic establiment comercial que hi havia el 2009 era una botiga d'electrodomèstics.
L'any 2000 a Fontenelle hi havia 13 explotacions agrícoles que ocupaven un total de 580 hectàrees.

## Poblacions més properes
El següent diagrama mostra les poblacions més properes.